# Републичка дирекција за имовину Републике Србије
Републичка дирекција за имовину Републике Србије је посебна организација Србије, која води јединствену евиденцију непокретности у јавној својини и евиденцију одређених покретних ствари у својини Србије у складу са законом и другим прописом и обавља. Надзор над радом Републичке дирекције за имовину Србије врши Министарство финансија.
Републичком дирекцијом за имовину управља директор, а тренутни директор је Јован Воркапић, који је на том положају у другом мандату.

## Надлежности
Републичка дирекција за имовину Републике Србије, у складу са Законом о министарствима води стручне послове и послове државне управе који се односе на:
- прибављање ствари у својину Србије
- располагање стварима у својини Србије (давање ствари на коришћење, давање ствари у закуп, пренос права јавне својине на другог носиоца јавне својине са накнадом или без накнаде, размена, отуђење ствари, заснивање хипотеке на непокретностима, улагање у капитал, залагање покретних ствари)
- управљање стварима у својини Србије које користи и стварима у својини Србије за које није одређен корисник или носилац права коришћења, укључујући и осигурање тих ствари
- спровођење мера заштите својине Србије путем надзора
- располагање имовином Србије у иностранству, утврђивање постојања и важења правног основа за коришћење ствари у својини Србије, расподелу на коришћење службених зграда, односно пословних просторија, прибављање, управљање и располагање стамбеним зградама, становима и гаражама у својини Србије
- евиденцију поклона у државној својини
- упис права својине и права коришћења на непокретностима у својини Србије у јавну евиденцију о непокретностима и правима на њима, старање о финансијској реализацији уговора о располагању стварима у својини Србије
- као и друге послове одређене законима

## Организациона структура
Сектори Републичке дирекције за имовину Републике Србије су:
- Сектор за евиденцију и послове уписа јавне својине Републике Србије
- Сектор за имовински поступак
- Сектор за грађевинско земљиште
- Сектор за финансијско-материјалне и опште послове
- Сектор за управљање и располагање имовином у државној својини стеченом по сили закона
- Сектор за управљање граничним и пограничним прелазима